# Kalinivske
Kalinivske (en ucraniano: Калинівське, romanizado: Kalynivske) es un pueblo ucraniano perteneciente al óblast de Jersón. Situado en el sur del país, forma parte del raión de Berislav y del municipio (hromada) de Velika Oleksandrivka.

## Toponimia
El nombre del lugar en ruso es Kalinívskoye (en ruso: Калиновское; en yidis: שדה־מנוחה‎). Durante la era soviética y hasta 2016, cuando se cambió su denominación de acuerdo con la ley de descomunización de Ucrania, se llamaba Kalininske (en ucraniano: Калінінське; en ruso: Калининское, romanizado: Kalininskoye) por Mijaíl Kalinin.

## Geografía
Kalinivkse se encuentra en la orilla del río Inhulets, unos kilómetros antes de la desembocadura en él del río Visum. El asentamiento está a 37 km al suroeste de Velika Oleksandrivka y a unos 75 km al norte de Jersón.

## Historia
El pueblo fue fundado inmigrantes de las provincias de Maguilov, Cherniguiv y Vítebsk como una colonia agrícola judía en 1807 con el nombre de Velika Seydemenuja (en ucraniano: Велика Сейдеменуха; en yidis: שדה מנוחה‎, lit. 'campo tranquilo'). En 1840-41, un grupo de inmigrantes de la provincia de Vitebsk se establecieron en las afueras de la colonia, después de lo cual se dividió en Bolshaya Seydemenuja y Malaya Seydemenuja. En 1850, 18 familias de colonos alemanes se establecieron en la colonia. Según el censo de 1897, los judíos constituían el 81,8% de la población. En 1912 se abrió una escuela judía de 2 clases. En 1916 había 3 sinagogas, heders y una biblioteca.
Durante la guerra civil rusa, la colonia fue objeto de pogromos y saqueos. En 1923-24, las granjas fueron restauradas con la ayuda de la Sociedad de Colonización Judía y el Conjunto y desde ese año la colonia se reabasteció con nuevos colonos. En 1927 se pasó a llamar Kalinindorf (en ucraniano: Калініндорф) y entre 1927 y 1958 fue la capital del raion judío de Kalinindorf (en ucraniano: Калініндорфський єврейський район), el primer distrito nacional judío en la URSS que existió hasta 1941. En 1928-32, se construyeron en la colonia una central eléctrica, una imprenta y un hospital. A fines de la década de 1920, se cerró la sinagoga, se reconstruyó el edificio como casa de cultura y los colonos alemanes se mudaron a un pueblo separado. Además se publicó el periódico regional "Kolvirt-emes" y funcionó el teatro judío.
Después de la ocupación de las unidades de la Wehrmacht en la Segunda Guerra Mundial, al menos 1.875 judíos de Kalinindorf fueron fusilados el 16 de septiembre de 1941. En 1944 se volvió a cambiar el nombre a Kalininske, en honor a Mijaíl Kalinin.
En 1948, se erigió un monumento con una inscripción en yiddish y ruso en la fosa común de los ejecutados. Desde 1967 la localidad tiene el estatus de asentamiento de tipo urbano.
Antes de 2016, el asentamiento se conocía como Kalininske, pero el 17 de marzo de 2016, la Rada Suprema adoptó la resolución de cambiar el nombre de Kalininske a Kalinivske para cumplir con la ley que prohíbe los nombres de origen comunista.
Hasta el 18 de julio de 2020, Kalinivske fue parte del raión de Velika Oleksandrivka. El raión se abolió en julio de 2020 como parte de la reforma administrativa de Ucrania, que redujo el número de rayones del óblast de Jersón a cinco. El área del raión de Velika Oleksandrivka se fusionó con el raión de Berislav.En 2023, Kalinivske perdió el estatus de asentamiento de tipo urbano debido a la eliminación de este estatus administrativo.
Kalininske estuvo ocupada por Rusia desde marzo de 2022 en el marco de la invasión rusa de Ucrania  hasta el 9 de noviembre de 2022.

## Demografía
La evolución de la población de Kalinivske entre 1926 y 2022 fue la siguiente:
| 1855                                                          | 1915 | 1200 | 1183 | 1057 |
| (Fuente: Cities & Towns of Ukraine y UKRAINE: Größere Städte) |      |      |      |      |

Según el censo de 2001, la lengua materna de la mayoría de los habitantes, el 92,58%, es el ucraniano; del 6,85% es el ruso.

## Infraestructura

### Transporte
Kalinivske tiene conexiones por carretera con Snijurivka y Velika Oleksandrivka. La estación de tren de Kalinivske está a 10 km al norte y se encuentra en la línea ferroviaria que conecta Apóstolove y Snijurivka (con más conexiones con Jersón y Mikolaiv).